# Mangora oaxaca
Mangora oaxaca är en spindelart som beskrevs av Levi 2005. Mangora oaxaca ingår i släktet Mangora och familjen hjulspindlar. Inga underarter finns listade i Catalogue of Life.